# 徳島県運転免許センター
徳島県運転免許センター（とくしまけんうんてんめんきょセンター）は、徳島県板野郡松茂町にある、徳島県警察が管理する運転免許試験場である。

## 沿革
- 1951年（昭和26年）4月 - 徳島県運転免許試験場が徳島市安宅に完成[1]。
- 1973年（昭和48年）10月 - 徳島県自動車運転免許センターが徳島市大原町に完成。
- 2014年（平成26年）01月5日 - 松茂町の徳島空港旧ターミナルビル跡地に移転。

## 施設概要
- 所在地：徳島県板野郡松茂町満穂字満穂開拓1-1
- 旧所在地：徳島県徳島市大原町余慶1
- 休業日：土曜日、祝日、年末年始（12月29日-1月3日）
- 駐車場：550台（無料）

## 交通
- 徳島バス・鳴門公園線 運行便「免許センター口」下車。
- 徳島バス・鳴門公園線 免許センター・空港経由便「免許センター前」下車。